# Xã Manchester, Quận Dearborn, Indiana
Xã Manchester (tiếng Anh: Manchester Township) là một xã thuộc quận Dearborn, tiểu bang Indiana, Hoa Kỳ. Năm 2010, dân số của xã này là 3.215 người.